# Холодник
Холодни́к — холодный летний овощной суп из свёклы, щавеля или их комбинации, под таким названием известен в белорусской, польской и русской кухнях, в литовской и украинской — как «холодный борщ», а в латышской — как «холодный суп» (латыш. aukstā zupa). Не имеет точного состава продуктов и обнаруживает сходство со свекольником и зелёными щами.
Согласно популярной кулинарной книге Винценты Завадской «Кухарка литовская», впервые опубликованной в Вильно в 1852 году, холодники бывают и ягодные, а свекольный готовят с отваренными свекольной ботвой и щавелём на холодной кипячёной воде со сметаной или на простокваше. Его заправляют нарезанными свежими огурцами, растёртой с солью рубленой зеленью, перед подачей добавляют лёд, а сервируют с разрезанным на дольки варёным яйцом, раковыми шейками или кусочками рыбы, а в их отсутствие — с запечённой телятиной. В литовской кухне летний свекольный суп готовят также на кефире, он называется «шалтибарщай» (лит. šaltibarščiai) и переводится как «холодный борщ», и в украинской кухне похожие холодные свекольные супы традиционно называются «холодными борщами».
По-польски «хлодник» (пол. chłodnik) означает обобщённо «холодный суп», в польской кухне «хлодники» готовят со свекольной ботвой на процеженном, обезжиренном и загущённом мукой телячьем костном бульоне со свекольным квасом, их также гарнируют нарезанными свежими огурцами, раками и жареной телятиной и сервируют с рубленой зеленью и сметаной.
В Беларуси холодник готовят со щавелём: его припускают, протирают, разводят горячей водой, доводят до кипения и охлаждают, затем суп гарнируют нарезанными соломкой огурцами, нашинкованным и растёртым с солью зелёным луком и рубленой зеленью укропа и сервируют со сметаной и долькой варёного яйца. По рецепту холодника «по-мински» в суп добавляют также отваренную с уксусом свёклу. В. В. Похлёбкин приводит рецепт белорусского «хладника» без щавеля со свёклой и на свекольном отваре.
Среди авторов советских и российских кулинарных изданий нет единства по поводу термина «холодник». Холодный свекольный суп на свекольном отваре или мясном бульоне называется холодным борщом, на квасе или смеси кваса со свекольным отваром — свекольником. Холодный щавелевый суп в русской кухне известен как зелёные щи или зелёный борщ. Под названием «холодник» встречаются рецепты забеленного сметаной холодного супа из зрелых помидоров с репчатым и зелёным луком на воде, похожего на окрошку — из огурцов с крабами на квасе со сметаной, а также холодных супов с варёным рисом и протёртыми помидорами на кефире или с припущенной морковью, творогом на молоке.